# کلینت منسل
کلینتون دریل «کلینت» منسِل (انگلیسی: Clinton Darryl "Clint" Mansell)، موسیقیدان و تنظیم‌کنندهٔ اهل انگلستان، گیتاریست و خوانندهٔ اصلی گروه پاپ ویل ایت ایتسلف است.
بعد از جدا شدن از گروه پاپ ویل ایت ایتسلف، دوست او دارن آرونوفسکی او را برای ساختن موسیقی متن فیلم پی استخدام کرد و منسل، با ساختِ موسیقی متن آشنا شد. بعد از آن، منسل برای فیلم بعدیِ دارن آرنوفسکی، مرثیه‌ای برای یک رؤیا، موسیقی متن دیگری ساخت که قطعهٔ اصلی آن "Lux Aeterna" یا «نور ابدی»، خیلی مشهور شد.
از دیگر آثار او می‌توان به موسیقی متن فیلم‌های Moon, Smokin' Aces, The Wrestler, and Black Swan. Titansو fountainاشاره کرد